# Sədəfli
Sədəfli è un comune dell'Azerbaigian situato nel distretto di Qobustan.